# Östnordiska språk
Östnordiska språk även kallat nordöstgermanskan, är de östliga nordiska språk som runt vikingatiden skilde sig från de västnordiska språken. Till de östnordiska språken hör danska, svenska och (dock omdiskuterat) olika dalmål.

## Skillnad mellan östnordiska och västnordiska språk
Östnordiska språk skiljer sig från västnordiska språk bland annat genom följande:
1. att fler ord har ursprunglig ändelse på -ar, medan i västnordiska språk ord som ursprungligen böjdes så, har övergått till i-stammar, det vill säga har plural på -ir istället för en ursprunglig pluraländelse på -ar.[1] Detta motsvaras av -er eller -e på modern norska, där ändelsen -er eller -e, på samma sätt som i danska, kommer från alla typer av gamla stammar, som a-stammar, u-stammar och konsonantstammar med flera med pluraländelser på -ar, -ir och -ur, som alla fortfarande finns kvar i isländska, dock med nämnda övergång till fler i-stammar från ursprungliga a-stammar.[1] I svenska finns fortfarande ändelsen -ar kvar, -ir har blivit -er och -ur har i femininum blivit -or. Den sistnämnda ändelsen saknas i modern nynorska (dock inte i Ivar Aasens ursprungliga landsmål), men ändelsen -ar finns kvar där.[2] I norskt bokmål och i danska finns bara pluraländelserna -er och -e kvar. Utvecklingen har dock i enstaka fall gått åt motsatt håll i alla nordiska språk: Ordet "älv" var från början en i-stam med plural -ir.[3]
2. att ord som i svenskan stavas och uttalas -ju- etc., i norska och isländska ibland kan motsvaras av -y- och tvärtom (-y- i svenska och -jú-/jó på isländska); till exempel ordet dyr, "djur" (isländska dýr, "djur, räv"), liksom ordet lyng på isländska, "ljung" på svenska. Ordet "syn" på svenska motsvaras däremot på isländska av ordet sjón och "styra" av stjóra. -ju-/jó är vanligare i isländska än i svenska och vanligare i svenskan än i danskan. Följande exempel illustrerar det: isländskans fljúga "flyga" på svenska, frjósa "frysa" (dock hette det frjúsa på så kallad runsvenska), räkneordet fjórir, fjórar, fjögur etc. "fyra" på svenska (vilket dock hette "fjúrir" etc på runsvenska), gjóta motsvaras dock av "gjuta" på svenska, ljós "ljus" (lys på danska och oftast i norska), rjúka "ryka", skjóta "skjuta" etc. Dessa variationer mellan diftong och i-omljud är vanliga i de nordiska språken.[1]
3. att det i de östnordiska språken har skett en diftongering, en så kallad w-brytning, av y före ngw, nkw, ggw. Detta har medfört att till exempel ordet "sjunga" på svenska motsvaras på isländska av syngva, syngja, på nynorska av syngja och synga samt på gutniska av singa eller singe. Den forndanska formen siunga har genom i-omljud senare återgått till synge. Samma w-brytning har till exempel urnordiska lyng och tyggva genomgått. Dessa ord heter på forndanska liung och tiugge och på fornsvenska liung och tiugga. Danska har sedan genom i-omljud fått tillbaka formerna lyng och tygge.[4]
4. I de västnordiska språken assimileras n framför k och t och m assimileras framför p. Några exempel: I isländska och i vissa norska dialekter finns ordet ekkja. Det heter på danska enke och på svenska änka. Ordet bratt på isländska och på norska motsvaras på svenska och danska av brant. Isländska sveppur och norska sopp motsvaras på danska och svenska av svamp. Dock förekommer orden "sopp" för svamp och "kapp" för kamp även i svenska. I vissa västliga svenska dialekter säger man "klätt" istället för "klint" osv.[4][1]

Mer skillnader mellan väst- och östnordiska språk finns i artikeln om nordiska språk, bland annat att bokstäverna n och w, v har fallit bort i större utsträckning i västnordiska språk framför bokstäverna u, o och r.
Att norskan, framförallt östnorskan, har gemensamma drag med östnordiska redan under fornnorsk tid finns mer att läsa om i artikeln om västnordiska språk. Det handlar inte så mycket om påverkan som gradvisa övergångar. Skandinavien utgjorde då som nu ett dialektkontinuum där klara gränser saknas. Att östnorska mål har drag gemensamt med västsvenska är därför just vad man kan förvänta sig.